# روزی کرین
روزالیند الیزابت «روزی» کرین (زاده ۲ مه ۱۹۹۱) یک خواننده و ترانه‌سرای آمریکایی اهل سانفرانسیسکو است. کرین در ۱۹ سالگی با کشف شدن توسط آدام لوین خواننده گروه مارون ۵ نام خود را بر سر زبان‌ها انداخت. کرین اولین آلبوم خود را با نام با هم بد (۲۰۱۸) منتشر کرد.
کرین در دبیرستان آکادمی مارین تحصیل کرده‌است. در سال ۲۰۰۹، کرین در مدرسه موسیقی تورنتون در دانشگاه کالیفرنیای جنوبی شرکت کرد. در سال ۲۰۱۲، او اولین هنرمندی بود که با شرکت ضبط آدام لوین قرارداد امضا کرد. کرین در سال ۲۰۰۹ با نوازنده بیس و همکار اصلی سام ویلکس همکاری کرد

## فیلم‌شناسی
| سال  | عنوان                               | نقش     | یادداشت                    |
| ---- | ----------------------------------- | ------- | -------------------------- |
| ۲۰۱۵ | تابستان داغ آمریکایی: اولین روز کمپ | لیزا    | قسمت: "ممیزی ها"           |
| ۲۰۱۹ | نمایش صبحگاهی                       | خواننده | اپیزود: "یک صندلی پشت میز" |
| ۲۰۲۲ | صورت عروسکی                         | خودش    | قسمت: "مولی"               |

## تورهای کنسرت
- مارون ۵ – تور بیش از حد در معرض (۲۰۱۳)
- مارون ۵ و کلی کلارکسون – تور هوندا سیویک ۲۰۱3 (2013)
- گاوین دگرا تور حرکت کنید (۲۰۱۴)
- مارون ۵ – تور مارون پنجم (۲۰۱۵)
- شهر جغد تور در آستانه (۲۰۱۵)
- بتی که - بتی: تور (۲۰۱۹)

## دیسکوگرافی

### آلبوم‌ها
- بد با هم (۲۰۱۸)
- بری (دولوکس) (۲۰۲۳)
- Rozzi Crane (2013)[۹]
- فضا (۲۰۱۵)
- زمان (۲۰۱۵)
- سرود برای فردا (2021)[۱۰]
- بری (۲۰۲۲)

### تک آهنگها
- «دختر الاغ دیوانه» (ریمیکس) با حضور کندریک لامار (۲۰۱۴)
- «روانی» (ریمیکس) با حضور پوشا تی (۲۰۱۵)
- «هرگز بیش از تو» (2018)[۱۱][۱۲]
- «نبرد سربالایی» (2018)[۱۳][۱۴]
- «درخت جاشوا» (2018)[۱۵]
- «از دست بدهیم» با حضور اسکات هوینگ (2018)[۱۶]
- «آهنگ بهترین دوست» (2020)[۱۷]
- «آسمان‌های نارنجی» (2020)[۱۸]
- "Hymn For Tomorrow" (2021)[۱۹]
- «من نمی‌توانم به مهمانی بروم» (2021)[۲۰]
- «ژوئن» (2021)[۲۱]
- «مرد دیوانه» (2021)[۲۲]
- «جریان» (2022)[۲۳]

### اعتبار ترانه‌سرایی
- "عشق من را جمع کن (شاهکار. الکس نیول)" توسط The Knocks (2016)
- «آهنگ‌های عاشقانه» اثر داریل بریثویت (۲۰۲۰) [مورد طلای استرالیا]

### نماهنگ
| عنوان | سال | کارگردان (های) |
| --- | --- | -------------- |
| «روانی» (ریمیکس) با حضور پوشا تی | ۲۰۱۵ | آیا تانیمورا   |
| "درخت جاشوا" | ۲۰۱۸ | نیک لئوپولد    |
| «ما را گم کن» با حضور اسکات هوینگ \| data-sort-value="" style="background: var(--background-color-interactive, #ececec); color: var(--color-base, #2C2C2C); vertical-align: middle; text-align: center; " class="table-na" \| — | ۲۰۱۸ |                |
| "بد با هم" | data-sort-value="" style="background: var(--background-color-interactive, #ececec); color: var(--color-base, #2C2C2C); vertical-align: middle; text-align: center; " class="table-na" \| — |                |
| "سرود برای فردا" | ۲۰۲۱ | نیک ایگان      |
| "من نمی‌توانم به مهمانی بروم" | ۲۰۲۱ | N/A            |
| "مرد دیوانه" | ۲۰۲۱ | جو نانکین      |
| "جریان" | ۲۰۲۲ | لیلی فلفل      |